# Achtgliedriger Aufsatz

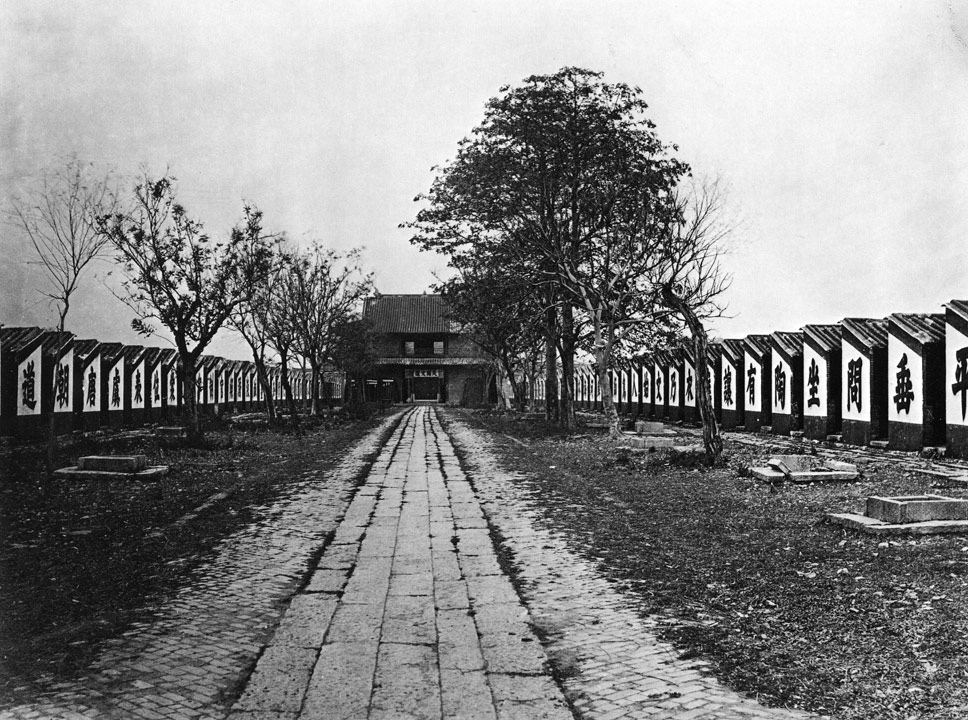
Prüfungszellen Ende des 19. Jahrhunderts

Der achtgliedrige Aufsatz (chinesisch 八股文章, Pinyin bā gǔ wénzhang), ein stark ritualisierter und reglementierter Essay, war unter der Ming- und der Qing-Dynastie bis 1902 einer der grundlegenden Bestandteile der Beamtenprüfung im Kaiserreich China. 
Thema dieser Aufsätze waren die Lehren des Konfuzius. Jeder der acht Abschnitte hatte eine festgelegte Funktion (etwa Einleitung, Eröffnung der Diskussion, Abstraktion etc.), und  es gab gesonderte Regeln für jeden Teil, etwa zur Anzahl der Sätze, Format und Stil, sowie Reimgesetze, Symmetrieregeln und Ähnliches. 
Da der Essay die Bedeutung eines konfuzianischen Zitats erklären sollte, indem er „für den Weisen sprach“, durften Wörter, Ausdrucksweisen und Ereignisse, die aus der Zeit nach dem Tod des Meisters (479 v. Chr.) stammten, nicht verwendet werden.
Der achtgliedrige Aufsatz hatte keinen Bezug zur Wirklichkeit und diente ausschließlich dem Bestehen der Beamtenprüfung. Das Genre gilt unter heutigen Gelehrten als pedantisch und abgedroschen.